# Škoda Transportation
Škoda Transportation a.s. is een Tsjechische maatschappij met verschillende fabrieken voor voornamelijk trams en regionale treinen. De PPF Group heeft sinds november 2017 alle aandelen in handen.
Onderdelen: (incompleet)
- Škoda Vagonka

## Galerij

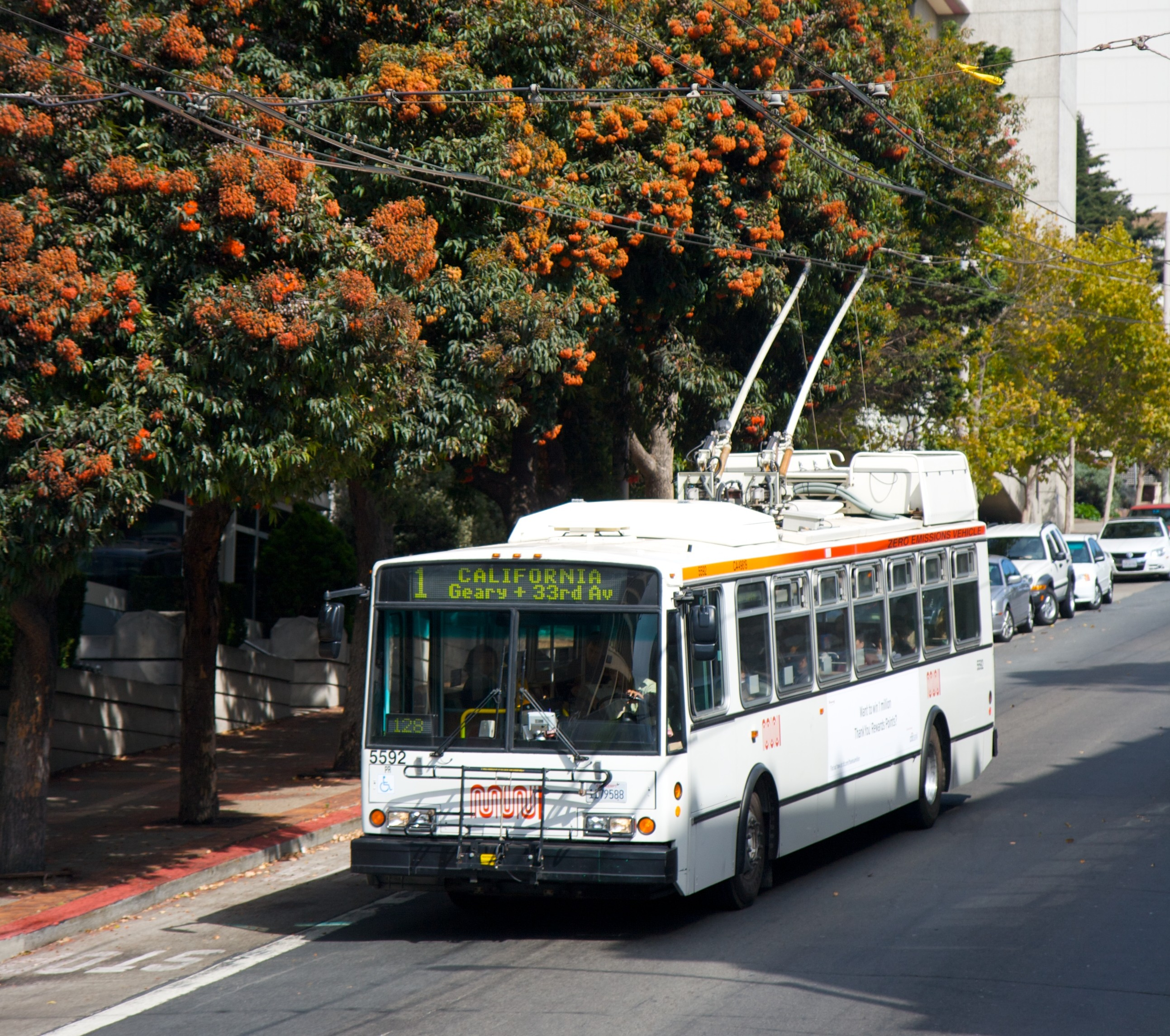
14TrSF - San Francisco Trolleybus
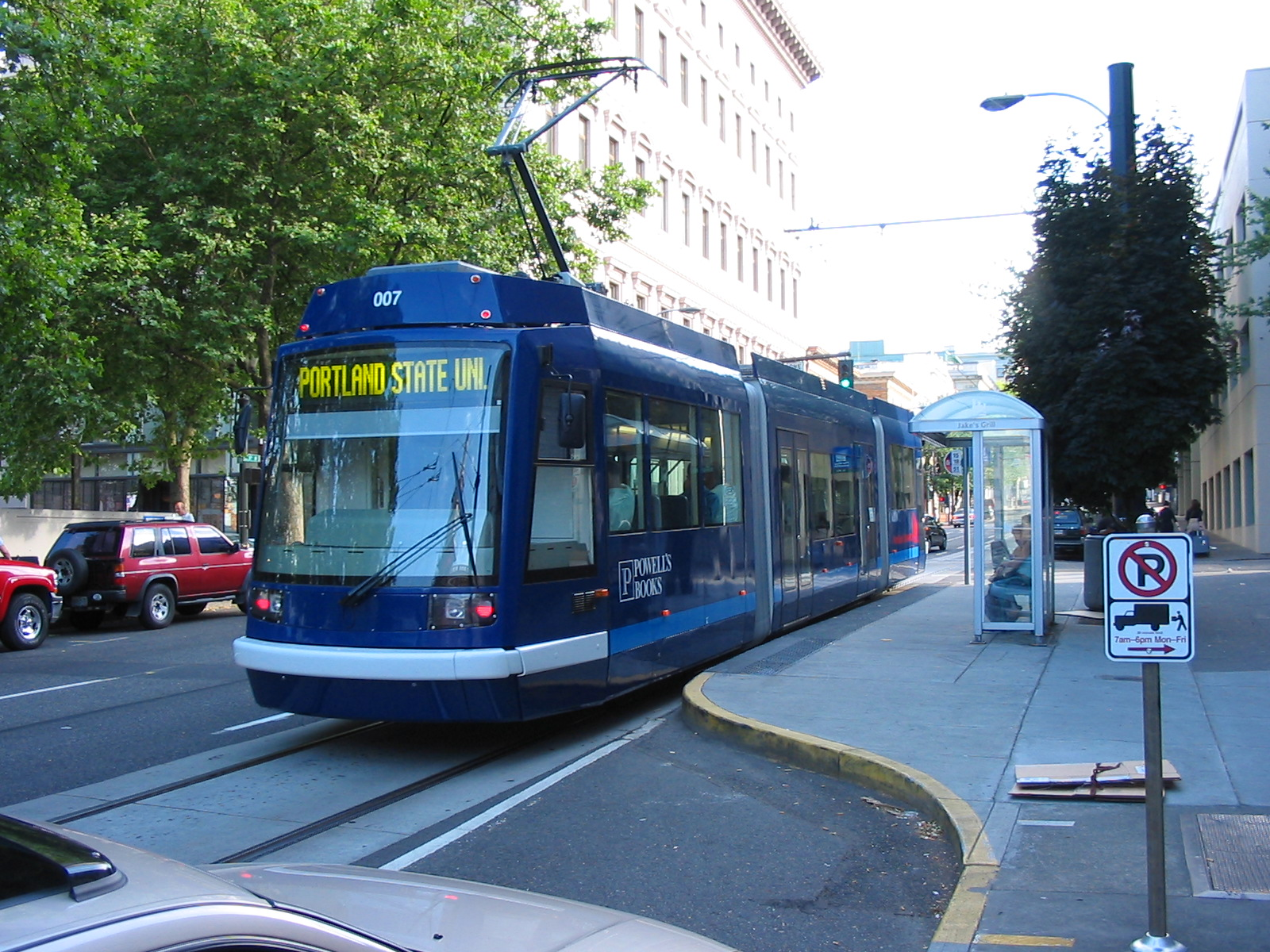
Škoda 10 T tram in Portland
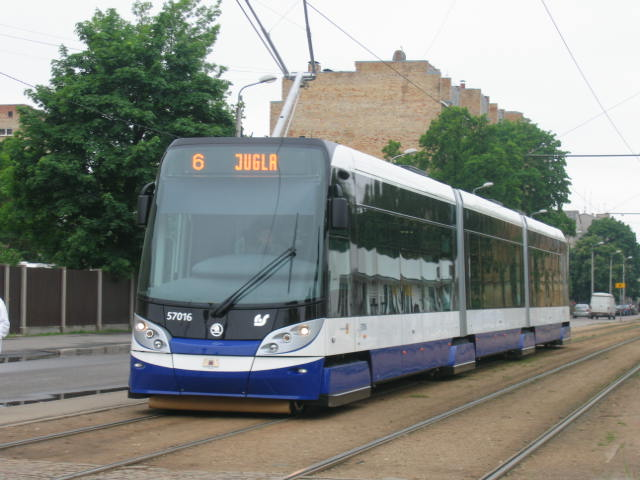
Škoda 15 T tram in Riga
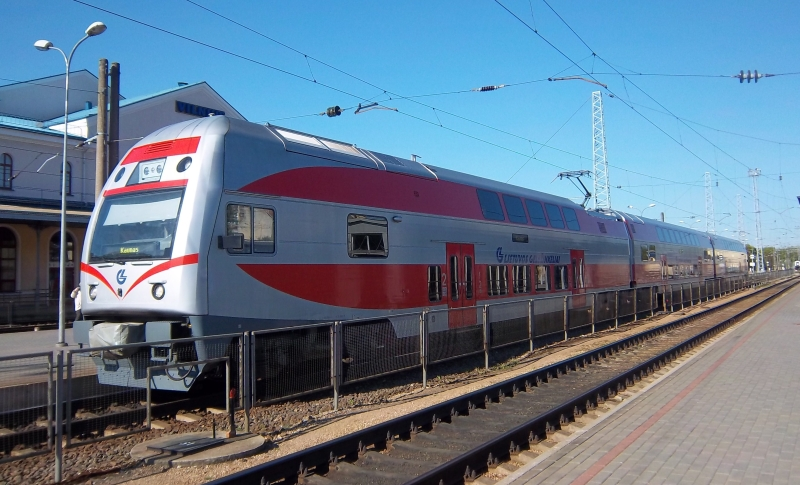
LG Class 575 in Litouwen
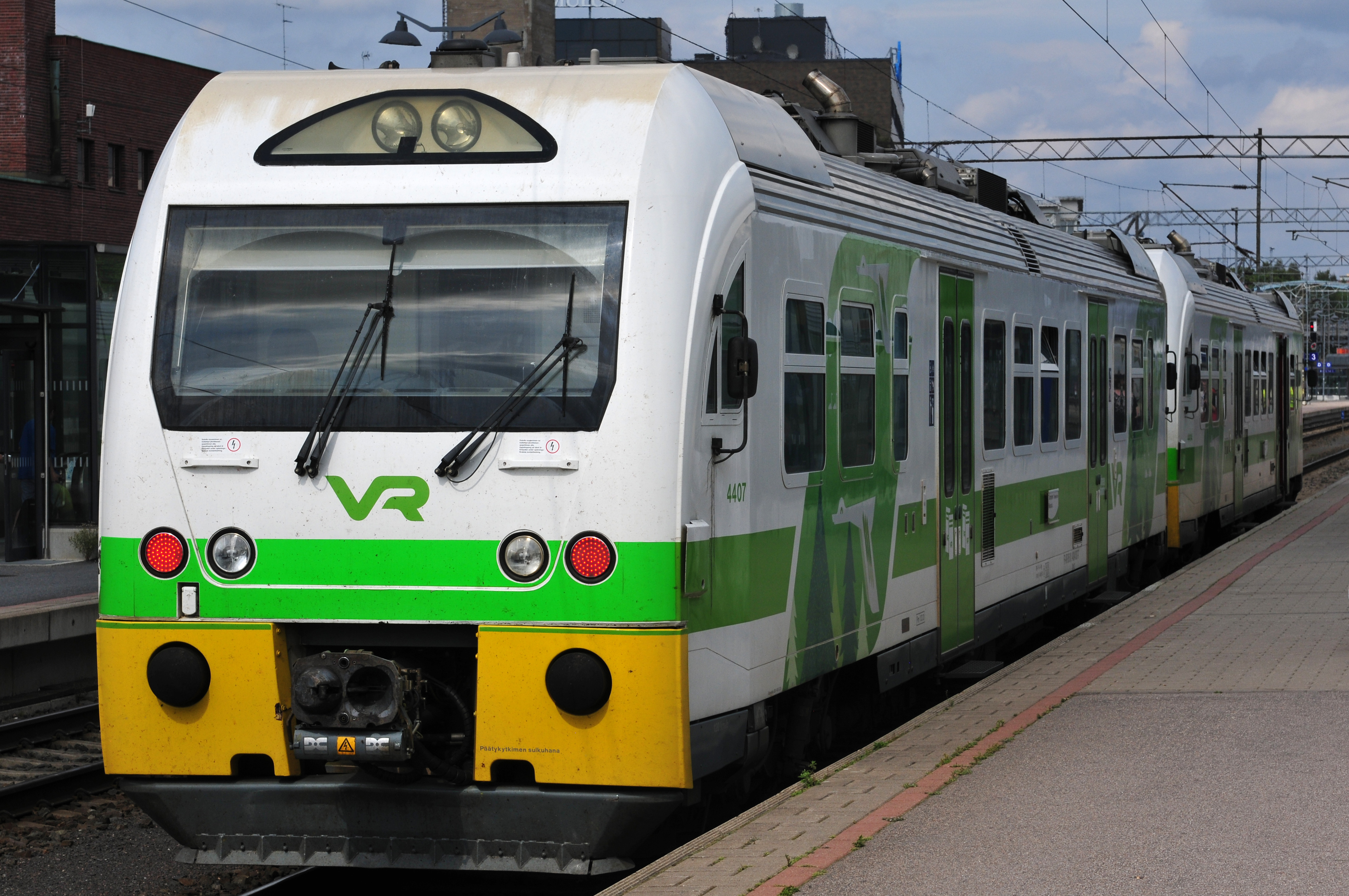
VR Class Dm12 dieseltrein in Finland